# Jessica Mink
Jessica Mink née Douglas John Mink en 1951 à Lincoln (Nebraska), est une analyste programmeur et archiviste américaine spécialisée en astronomie au Harvard-Smithsonian Center for Astrophysics. Mink est connue principalement pour avoir fait partie de l'équipe qui a découvert les anneaux d'Uranus en 1977.
Mink fait ses études secondaires à Dundee Community High School (en). Elle obtient une licence de sciences en 1973 puis une maitrise de planétologie en 1974 au MIT.
Mink dirige une association de défense des cyclistes la Massachusetts Bicycle Coalition et a conçu la portion de la East Coast Greenway (en) qui traverse le Massachusetts depuis 1991.
Mink, qui vit dans le Massachusetts, a une fille nommée Sarah.